# Mozart è un assassino
Pour plus de détails, voir Fiche technique et Distribution.
Mozart è un assassino est un téléfilm italien réalisé par Sergio Martino. Il a été diffusé pour la première fois le 22 janvier 2002 sur Rai 2 dans le cadre de l'émission Nel segno del giallo.

## Synopsis
Dans le conservatoire de musique d'une ville du nord de l'Italie, a lieu le récital de fin d'année. Un morceau de Mozart pour piano et cordes est interprété par un groupe de jeunes musiciens : Chiara, Daniele, Arturo, Marina et Annabella. Depuis les coulisses les toise le regard sévère du professeur Baraldi, directeur du conservatoire. Dans le public se trouve également Marta, la psychologue qui suit Daniele depuis un certain temps. Arrivé en retard, Antonio Maccari, son compagnon et commissaire de police, est assis à côté d'elle. Dans les vestiaires, les cinq garçons sont lourdement réprimandés par le professeur Baraldi : c'est une attitude qui semble aller au-delà de l'évaluation de leur prestation et qui révèle la forte aversion du professeur envers le quintuor, en particulier envers Chiara et Arturo. Chiara est assassinée la même nuit. Le commissaire Maccari est chargé de l'enquête, mais le magistrat Lo Presti, qui supervise l'affaire, entre immédiatement en conflit avec lui. D'autres meurtres frappent les autres membres de l'orchestre de cette pièce de Mozart.

## Fiche technique
- Titre original italien : Mozart è un assassino[1]
- Réalisation : Sergio Martino
- Scénario : Sergio Martino, Francesco Contaldo
- Photographie : Bruno Cascio (it)
- Montage : Eugenio Alabiso, Giovanni Ballantini
- Musique : Luigi Ceccarelli
- Décors : Barbara Sgambellone
- Costumes : Stefania Svizzeretto
- Production : Luciano Martino
- Société de production : RAI Radiotelevisione Italiana
- Pays de production :  Italie
- Langue de tournage : italien
- Format : Couleur - 1,33:1 - Son mono - 35 mm
- Durée : 96 minutes (1 h 36)
- Genre : Giallo
- Date de diffusion :
  - Italie : 2002 (Rai 2)

## Distribution
- Enzo Decaro : commissaire Antonio Macari
- Daniela Scarlatti : psychologue Marta Onelli
- Augusto Fornari : inspecteur Daniele Muti
- Azzurra Antonacci : Marina Bagnasco
- Emanuela Garuccio : Annabella Ciallini
- Manuel Oliverio Arturo Mantovani
- Giorgia Cardaci : Chiara Cataldo
- Emanuele Cerman : Gianni
- Stefano Scandaletti : Daniele Di Cenzo
- Alberto Di Stasio : Professeur Baraldi

## Production
Les extérieurs ont été tournés à Turin entre juin et juillet 2001.